# 溪边青藓
溪边青藓（学名：Brachythecium rivulare），又名青藓，为真藓科青藓属下的一个种。溪边土生或湿石生，亦生于荫湿的树基。